# Aglasterhausen
Aglasterhausen es un municipio en el distrito de Neckar-Odenwald en el norte de Baden-Wurtemberg, Alemania. Breitenbronn, Daudenzell y Michelbach son barrios de Aglasterhausen. Tiene un área total de 22,85 y una población de 4893 habitantes. Está ubicado idílicamente en la región llamada Pequeño Odenwald (en alemán: Kleiner Odenwald).

## Enlaces
- Wikimedia Commons alberga una categoría multimedia sobre Aglasterhausen.
- Sitio web de Aglasterhausen